# Christophe Manin
Pour les articles homonymes, voir Manin (homonymie).
Christophe Manin, né le 12 juillet 1966 à Saint-Marcellin, est un coureur cycliste français, professionnel de 1990 à 1995.

## Biographie
Il court successivement pour les équipes de cyclisme sur route RMO (1989 - 1992), Motorola (1993), Chazal (1994/1995) puis dans les équipes de VTT, MBK (France) en 1996 et 1997, le Team international American Eagle (1998/1999) et l'équipe suisse Cilo (2000/2001).
Il continue ensuite les compétitions cyclistes, en VTT. Il gagne le Roc d'Azur et la Coupe de France de cross-country en 1996 ainsi que le Grand Raid Cristalp en 2000 et 2001 (il parcourt les 131 km en 6 heures et 18 minutes).
Au terme de sa carrière sportive, Christophe Manin est directeur sportif du Chambéry CF de 2002 à 2006. En 2008, il obtient le concours du professorat de sport.
Le 23 juin 2017, il est nommé Directeur technique national de la Fédération française de cyclisme par la ministre des Sports Laura Flessel. Il quitte son poste à la fin de l’année 2024.

## Palmarès
- 1986
  - 3e de Paris-Auxerre
- 1987
  - Troyes-Dijon
  - 2e du Grand Prix de Peymeinade
  - 2e du Circuit de Saône-et-Loire
  - 3e d'Annemasse-Bellegarde-Annemasse
  - 3e de Paris-Troyes
  - 3e de Paris-Bagnoles-de-l'Orne
  - 3e de Paris-Auxerre
- 1988
  - 2e étape du Critérium du Dauphiné libéré
  - Tour de Franche-Comté
  - 2e étape du Tour Nivernais Morvan
  - 2e du Grand Prix Mathias Nomblot
- 1989
  - Wolber d'or
  - Critérium du Printemps
  - Tour des régions italiennes :
    - Classement général
    - 2e et 3e étapes

  - Tour Nivernais Morvan :
    - Classement général
    - 5e étape

  - Grand Prix de Vougy
  - 5e étape du Tour de Hesse
  - 4e étape du Circuit de Saône-et-Loire
  - 2e étape du Tour de Franche-Comté
  - Grand Prix de Villapourçon
  - 2e d'Annemasse-Bellegarde-Annemasse
  - 2e du Circuit de Saône-et-Loire
  -  Médaillé de bronze du championnat du monde sur route amateurs
- 1990
  - 3e du championnat de France sur route
  - 4e du Tour de la Communauté européenne
- 1991
  - 2e du Tour du Poitou-Charentes
- 1992
  - 3e du Trofeo Pantalica
  - 3e du Tour des Pouilles
  - 5e de Paris-Nice
- 1994
  - 10e du Critérium du Dauphiné libéré
- 1996
  - 3e étape du Circuit de Saône-et-Loire
  - 3e du Grand Prix Mathias Nomblot
  - 3e de Troyes-Dijon
- 1997
  - Vainqueur de la Transmaurienne
  - 2e du Circuit des Monts du Livradois
- 1998
  - Vainqueur de la Transmaurienne

## Résultats sur les grands tours

### Tour de France
2 participations
- 1992 : 105e
- 1994 : 64e

### Tour d'Italie
2 participations
- 1990 : 104e
- 1993 : 92e

### Tour d'Espagne
1 participation
- 1991 : 46e